# Mysidetes intermedia
Mysidetes intermedia är en kräftdjursart som beskrevs av O. Tattersall 1955. Mysidetes intermedia ingår i släktet Mysidetes och familjen Mysidae. Inga underarter finns listade i Catalogue of Life.